# Benedikt XV.
Benedikt XV. lat. Benedictus PP. XV. (Peglia, Ligurija, 21. studenog 1854. – Rim, 22. siječnja 1922.), rođen kao Giacomo della Chiesa, 258. poglavar Katoličke Crkve, papa od 3. rujna 1914. do smrti 1922.

## Raniji život
Rodio se 21. studenog 1854. u Pegli (danas u sastavu grada Genove), u plemićkoj obitelji markiza, od oca Giuseppea i majke Giovanne, rođene Migliorati. Ta je obitelj u prošlosti dala jednog papu – Cosima Miglioratija (kao papa Inocent VII.), (1404. – 1406.). Godine 1875. Giacomo odlazi na studij teologije u Genovi, gdje studira civilno pravo. U prosincu 1878. zaređen je za svećenika, te nastavlja studij na Papinskom sveučilištu Gregoriana u Rimu, gdje stječe doktorat iz teologije i kanonskog prava.
Mladi Giacomo opredjeljuje se za diplomatsku službu, te od 1882. do 1887. je tajnik nunciju Marinu Rampolli del Tindaru (1843. – 1913.) u Španjolskoj, a kada je Rampolla postao kardinal i državni tajnik pape Lava XIII. i Giacomo odlazi u Rim u Državno tajništvo. Kada Rampollu nasljeđuje kardinal Rafaelo Merry del Val (1865. – 1930.) Giacomo ostaje u samom vrhu Kurije, kao sastavljač dokumenata. Bio je niskog rasta, pa su ga u Kuriji zvali «il piccoletto». Godine 1907. papa Pio X. imenuje ga nadbiskupom Bologne. Sedam godina kasnije, u svibnju 1914. godine isti papa imenuje ga kardinalom. Ni tri mjeseca kasnije, papa Pio X. iznenada umire i kardinal della Chiesa je s još pedeset šest kardinala pozvan u Rim na konklave. 

## Izbor za papu
Bile su to veoma teške konklave, jer su se u njima našli kardinali čije su zemlje međusobno bile zaraćene. Te godine Italija još nije bila u ratu, te je vjerojatno i to utjecalo na ishod konklava. Nakon tri dana i deset krugova glasovanja 3. rujna 1914. godine Giacomo della Chiesa izabran je za novoga papu, kao Benedikt XV. Zanimljivo je to da se tada pojavio mali problem prilikom odjevanja Pape u novu odoru. Naime, prilikom izbora novoga pape svaki puta budu izrađene tri papinske odore u različitim veličinama no, ovoga puta sve tri odore su bile prevelike za papu, pa je službeni krojač morao s nekoliko pribadača suziti i skratiti odoru. Mnogi su to tumačili činjenicom da na njega nitko nije računao. Zbog ratnih žrtava, kao znak žalosti, Papa je odredio da se ustoličenje obavi uz minimalne troškove, tako da je krunjenje umjesto na Trgu sv. Petra obavljeno u Sikstinskoj kapeli, u prisustvu nekoliko kardinala i veleposlanika.

## Pontifikat
Niskog rasta, mršav, iskrivljene kralježnice, ali pun energije i dobre volje, papa Benedikt XV. se pokazao kao pravi dušobrižnik u teškim okolnostima rata. Samo par dana nakon izbora Papa upućuje zaraćenim stranama apel za mir i protiv nehumanosti rata. U ratnom vihoru papa Benedikt XV. se držao strogo neutralno, suzdržavajući se od osude bilo koje strane. U Vatikanu otvara ured koji vodi brigu o razmjeni zarobljenika i njihovu povratku kućama. U kolovozu 1917. papa šalje saveznicima i centralnim silama jedan program od sedam točaka, kojim preporučuje mir zasnovan na pravima, a ne na vojnim uspjesima. No, nitko to nije želio prihvatiti, jer su svi i pravno htjeli ozakoniti svoja osvajanja. Benedikt XV. je dao punu podršku Ligi naroda, te dekretom "Pacem Dei munus" od 23. svibnja 1920. godine naglašava da bi Liga naroda morala preuzeti međunarodne probleme i rješavati ih. Za razliku od svojih predhodnika (Pija IX., Lava XIII. i Pija X.) papa Benedikt XV. je radio na približavanju Crkve i Kraljevine Italije. U Vatikanu raste broj stranih predstavništava, pa je čak i Velika Britanija uspostavila svoje predstavništvo, prvo nakon XVII. stoljeća. Za vrijeme njegovog pontifikata spor između Svete Stolice i Kraljevine Italije nije riješen, ali je papa Benedikt XV. postavio dobre temelje za budući dogovor ukinuvši zabranu o nesudjelovanju katolika u državnim poslovima, koju je uveo papa Pio X. Da bi poboljšao odnose s odvojenim Crkvama, Papa u svibnju 1917. godine otvara kongregaciju za Istočne Crkve i Institut za Istočne nauke. Iste godine papa proglašava novi Crkveni zakonik (Codex iuris canonici) i određuje komisiju koja će odrediti autentična tumačenja Zakonika. Za nešto više od sedam godina svoga pontifikata papa Benedikt XV. napisao je dvanaest enciklika. Svoju prvu encikliku "Ad beatissimi apostolotum" od 1. studenog 1914. godine papa je posvetio traženju mira. I u drugim svojim enciklikama Papa se bavi pitanjima mira ("Quod Iam Diu" – 1918.; "Pacem, Dei munus pelcherrimum" – 1920.), te brigom za djecu u poratnoj Europi ("Paterno Iam Diu" – 1919.; "Annus Iam plenus" – 1920.). Svoju posljednju encikliku "Fausto appetente Dei" posvećenu sv. Dominiku, Papa je izdao samo sedam mjeseci prije svoje smrti. Iako jedan od najmanje upamćenih papa XX. stoljeća, bio je jedinstven u svom humanom pristupu za vrijeme Prvog svjetskog rata. «Papu mira» kako je poslije nazvan, nitko nije slušao. No, još za života, u Istanbulu Turci podižu papi Benediktu XV. spomenik s natpisom: «Velikom Papi svjetske tragedije... dobročinitelju naroda bez obzira na narodnost i vjeru». Kao papa, Benedikt XV. se ponašao aristokratski, ali blago, iako se ponekad znao i razljutiti. Bio je poznat po svojoj velikodušnosti, odazivajući se na sve pozive za pomoć od siromašnih Rimskih obitelji, s velikim novčanim darovima iz svojih privatnih prihoda. Benedikt XV. je gajio veliku pobožnost prema Blaženoj Djevici Mariji, pa je kao i svi moderni pape, podsticao nošenje smeđeg škapulara Blažene Djevice Marije od Monte Carmela (Scapulare Beatissimae Virginis Mariae de Monte Carmelo).

## Papina smrt
U prvim danima siječnja 1922. papa Benedikt XV. se razbolio od jake prehlade. Pri jednom napadu kašlja svom tajniku je rekao: "Nisu ovo valjda trube koje najavljuju smrt". Diljem svijeta se nagađalo o papinoj bolesti, pa su neke novine čak i objavile na naslovnim stranicama vijest o papinoj smrti, iako na to još ništa nije upućivalo. Kraj pape Benedikta XV. ipak je došao i to neočekivano. Obolio je od upale pluća, te je samo četiri dana kasnije, 22. siječnja 1922. gotovo naprasno preminuo. Pokopan je u kripti Bazilike sv. Petra, pokraj groba svoga prethodnika pape Pija X.

## Mirotvorac
Benedikt XV. malo je poznat široj javnosti po svom diplomatskom djelovanju. Pokušao je na brojne način zaustaviti veliko krvoproliće koje je napravio Prvi svjetski rat. Ističe se Benediktov apel 1. kolovoza 1917. godine u kojem je rat nazvao "beskorisnim krvoprolićem". Zbog takvog čvrstog proturatnog stava zamjerio se ondašnjim zagovornicima rata. Bio je "proročki papa", jer su "njegova jasnoća i djela onemogućili da Crkva opravdava rat, kojim se pokušalo kršćansku vjeru iskoristiti u ratne, promocijske i mobilizacijske svrhe".